# 派因托普國家會 (亞利桑那州)
派因托普國家會（英語：Pinetpo Country Club）是位於美國亞利桑那州納瓦霍縣的一個人口普查指定地區。根據2010年美國人口普查，該地共人口500人，而該地的面積約為17.50平方千米。

## 地理
派因托普國家會的座標為34°06′59″N 109°53′28″W / 34.11639°N 109.89111°W，而該地最高點為海拔高度2199米（即7214英尺）。